# Swiss Leaks

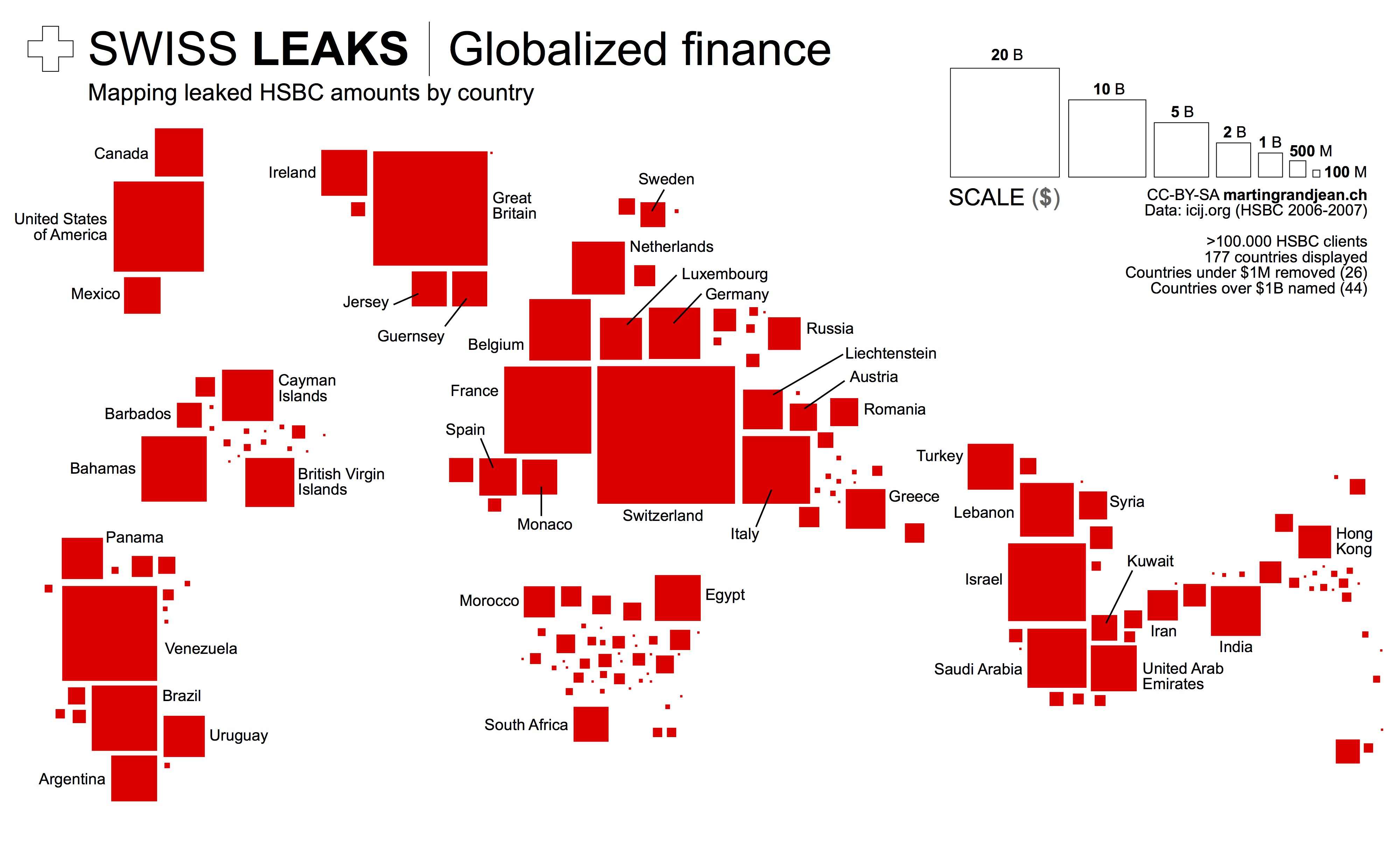
Swissleaks: карта банківських рахунків HSBC

Swiss Leaks (або SwissLeaks) — журналістське розслідування, яке оприлюднили в лютому 2015 року, про гігантську схему ухилення від сплати податків, яку нібито здійснювали за відома та заохочення британського багатонаціонального банку HSBC через швейцарську дочірню компанію Private Bank (Suisse). Витік інформації від французького комп'ютерного аналітика Ерве Фальчані про рахунки понад 100 тис. клієнтів і 20 тис. офшорних компаній у відділенні банку HSBC в Женеві назвали «найбільшим витоком інформації у швейцарській банківській історії».

## Розслідування
Слідчі стверджують, що у період з листопада 2006 до березня 2007 року через рахунки HSBC в Женеві пройшло 180,6 мільярда євро від понад 100 тис. клієнтів та 20 тис. офшорних компаній. Дані за цей період отримали з файлів, які вилучив у HSBC Private Bank колишній співробітник, системний інженер Ерве Фальчані, що втік до Лівану в спробі продати їх. Пізніше, наприкінці 2008 року, він передав їх французькій владі.

### Розслідування у Франції
У січні 2009 року цю справу передали французьким прокурорам, і відтоді вони зосередили своє розслідування на невеликій частині «списків Фальчані» — близько 3 тисяч французьких громадян, підозрюваних у прихованні своїх грошей у Private Bank (Suisse) у змові з банком. Банк де-факто потрапив під офіційне розслідування як юридична особа за «незаконний продаж банківських та фінансових послуг» та «відмивання коштів для уникнення від сплати податків».
HSBC PB, як кажуть, приховав понад 5,7 млрд євро в податкових оазах лише для своїх французьких клієнтів. Французьке міністерство фінансів притягло до суду 72 особи (включно з Арлет Річчі, спадкоємицею Ніни Річчі), оскільки більшість французьких платників податків, яких виявили у списках Фальчані, згодом врегулювали свої податкові справи.
Газета Ле-Монд проводить розслідування справи HSBC від початку витоку, і на початку 2014 року отримала міжнародні банківські дані, що включають всі файли, які французькі податкові органи вилучили зі списків Фальчані з 2009 року в найсуворішій таємниці, іноді ігноруючи урядові застереження. Менеджери банківських рахунків незаконно зв'язалися з багатьма з цих людей у Франції. Виконавчий комітет HSBC Private Bank (Suisse) заохочував їх усіх приховати свої гроші за офшорними екранними структурами, зазвичай розташованими в Панамі або на Британських Віргінських островах, щоб уникнути певних європейських податків, головним чином Директиви ЄС щодо оподаткування доходів від заощаджень

### Розслідування в Марокко
За даними Міжнародного консорціуму журналістських розслідувань (МКЖР), який обробляв дані Swiss Leaks, Марокко занепокоєна ухиленням від сплати податків на суму 1,6 млрд доларів і посідає тридцять сьоме місце серед постраждалих країн. Марокко посідає двадцять третє місце за кількістю клієнтів (1068). Максимальна сума ухилення від сплати податків одного з клієнтів становила 74,1 млрд дол., а в середньому була 1,5 млрд дол. Як зазначено в марокканському законодавстві, тут суворо заборонено мати рахунки в іноземних банках. Але документи показали, що королівська сім'я належала до клієнтів HSBC. Цей скандал зачепив принца Мулай Рашида принцесу Лаллу Мерієм і тодішнього короля Могамеда VI. Сумарно в банку HSBC вони приховували $9,1 мільярда.

### Міжнародне розслідування
Враховуючи масштаби розслідування, газета Ле-Монд залучила 154 журналістів пов'язаних з 47 різними засобами масової інформації, зокрема: Ґардіан, Сі-Бі-Ес, Зюддойче-цайтунґ та Індіан Експрес, щоб допомогти проаналізувати дані. Міжнародний консорціум журналістських розслідувань (МКЖР) координував цю міжнародну співпрацю.
У лютому 2015 року вебсайт МКЖР опублікував інформацію про банківські рахунки в Швейцарії під назвою Swiss Leaks: туманна готівка, захищена банківською таємницею, яка включає проект Swiss Leaks, вебсайт, що містить майже 60 тисяч файлів з інформаційного витоку, які надають деталі про понад 100 тисяч клієнтів HSBC та їх банківські рахунки.

### Участь
Розслідування проекту Swiss Leaks виявили, що женевська філія HSBC, ігноруючи дані правила, допомагала людям, обвинуваченим у торгівлі наркотиками, корупції, відмиванні грошей або торгівлі зброєю, приховувати мільярди доларів у Швейцарії.
У розслідуванні Swiss Leaks розкрито, наприклад, такі імена:
- Рамі Махлуф[en], двоюрідним братом і близьким партнером якого є президент Сирії Башар аль-Асад, чия діяльність протягом останніх трьох років призвела до загибелі десятків тисяч громадян цієї країни у громадянській війні.
- Katex Mines Guinee, компанія, яку Організація Об'єднаних Націй розглядала як «можливого постачальника зброї» у громадянській війні в Ліберії.
- Ерез Далейот[en], бельгійсько-ізраїльський алмазний магнат, пов'язаний з торгівлею зброєю, кривавими діамантами та хабарництвом.
- Джеффрі Теслер[en], юрист і ключовий учасник скандалу «Halliburton Bribery» на суму 182 мільйони доларів.
- Рашид Могаммед Рашид[en], колишній міністр торгівлі Єгипту, який втік з Каїра в лютому 2011 року на тлі повстання проти Хосні Мубарака. Рашида заочно засудили за нібито спекуляції та розбазарювання державних коштів.
- Владімір Антонов[en], російський банкір, звинувачений у крадіжці 400 млн фунтів стерлінгів з литовського банку Snoras[en].[12]

У топ-10 країн, з найбільшими сумами в доларах згідно з витоком інформації зі швейцарських файлів, входять
| Ранг | Країна                | Сума         |
| ---- | --------------------- | ------------ |
| 1.   | Швейцарія             | $ 31,2 млрд. |
| 2.   | Об'єднане Королівство | $ 21,7 млрд. |
| 3.   | Венесуела             | $ 14,8 млрд. |
| 4.   | Сполучені Штати       | $ 13,4 млрд. |
| 5.   | Франція               | $ 12,5 млрд. |
| 6.   | Ізраїль               | $ 10 млрд.   |
| 7.   | Італія                | $ 7,5 млрд.  |
| 8.   | Багамські острови     | $ 7 млрд.    |
| 9.   | Бразилія              | $ 7 млрд.    |
| 10.  | Бельгія               | $ 6,3 млрд.  |

| Ранг | Країна                | кількість клієнтів |
| ---- | --------------------- | ------------------ |
| 1.   | Швейцарія             | 11,235             |
| 2.   | Франція               | 9,187              |
| 3.   | Об'єднане Королівство | 8,844              |
| 4.   | Бразилія              | 8,667              |
| 5.   | Італія                | 7,499              |
| 6.   | Ізраїль               | 6,544              |
| 7.   | Сполучені Штати       | 4,183              |
| 8.   | Аргентина             | 3,625              |
| 9.   | Туреччина             | 3,105              |
| 10.  | Бельгія               | 3,002              |

### Судовий процес HSBC
У березні 2015 року фінансовий державний прокурор Франції звернувся з вимогою завести кримінальну справу на банк Swiss private bank, який є філією HSBC, за підозрою у схемі ухилення від сплати податків для заможних клієнтів. Таку рекомендацію надали після тривалих розслідувань місцевими магістратами щодо можливих податкових шахрайств із залученням 3 тис. французьких платників податків. Вона є процедурним кроком, який на один крок наближає швейцарську банківську філію до можливого суду у Франції.
У листопаді 2017 року Private Bank (Suisse) погодився виплатити 300 мільйонів євро (352 мільйони доларів), аби уникнути судового розгляду у Франції за здійснення податкового шахрайства. Така угода між прокуратурою з фінансових злочинів та банком є першою у Франції згідно з новою процедурою, яка дозволяє компаніям, що підозрюються в корупції або приховуванні податкового шахрайства, домовитися про штраф, щоб припинити розгляд справи.
Французькі прокурори на той момент припинили провадження справи проти HSBC Holdings.

## Висвітлення в ЗМІ
Канал Бі-Бі-Сі повідомив, що концерн HSBC чинив тиск на ЗМІ, аби ті не повідомляли про суперечки, а британська газета Ґардіан стверджує, що рекламу HSBC поставили «на паузу» після висвітлення в ній скандалу. Пітер Оборн, головний політичний коментатор Дейлі телеґраф, звільнився з газети; у відкритому листі він стверджував, що Дейлі телеґраф не публікувала негативних матеріалів та зупинила розслідування щодо HSBC через рекламу банку. Сі-Бі-Ес оприлюднив розповідь про витоки інформації в новинному сегменті передачі 60 хвилин.